# Tim de Zeeuw

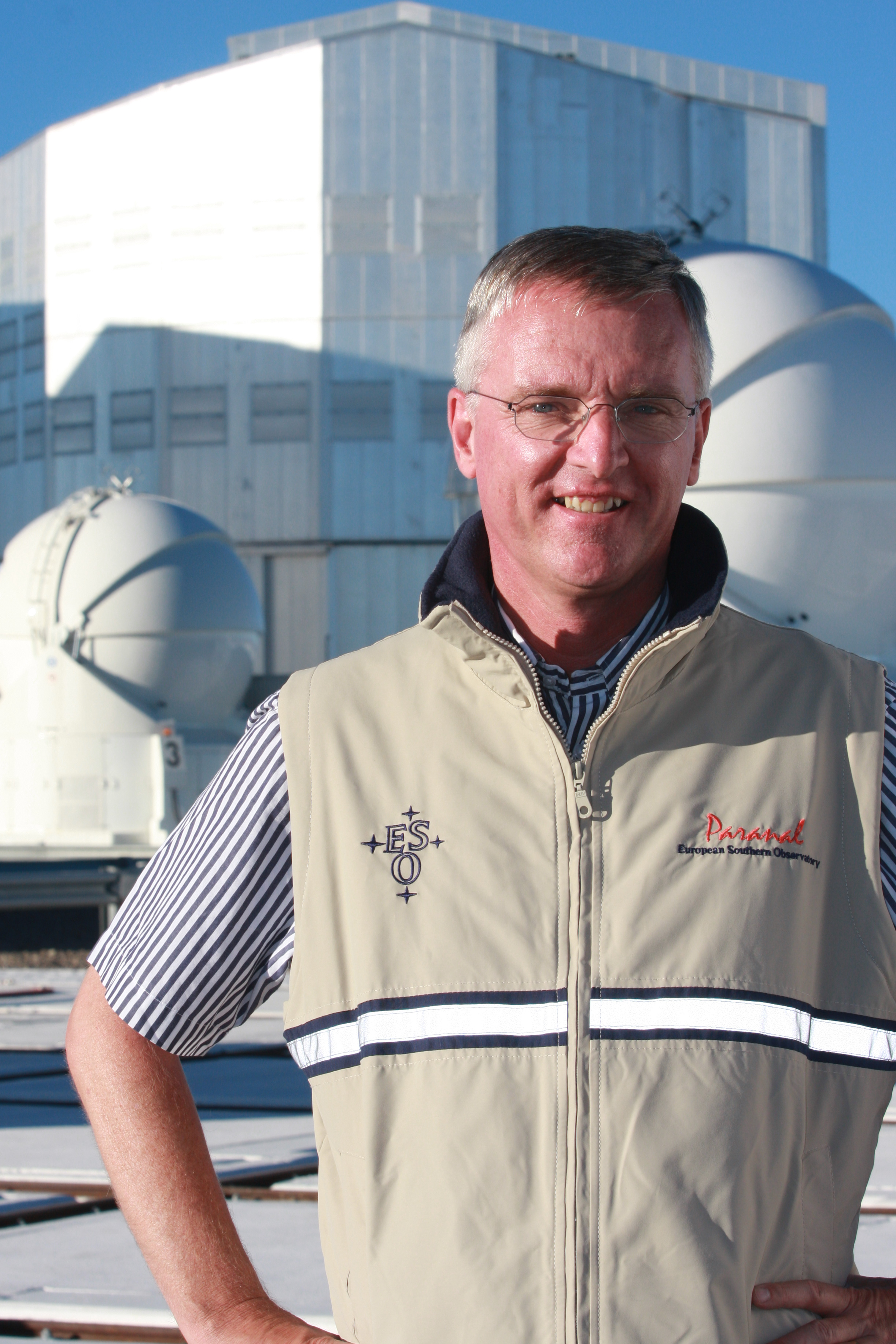
Tim de Zeeuw

Pieter Timotheus „Tim“ de Zeeuw (* 1956 in Sleen, Niederlande) ist ein holländischer Astronom mit Spezialisierungsgebieten Entstehung, Struktur und Dynamik von Galaxien.

## Ausbildung
Seine höhere Ausbildung begann an der Universität Leiden, wo er im Jahr 1976 Abschlüsse in Mathematik und 1977 in Astronomie erlangte. Er graduierte dann cum laude auch in Leiden mit einer Doktorarbeit in Astronomie im Jahr 1984.

## Karriere
Nach Aufenthalten in den USA am Institute for Advanced Study in Princeton und am Caltech, kehrte er 1990 in die Niederlande zurück, wo er von der Universität Leiden zum Professor für Theoretische Astronomie berufen wurde.
Im Jahr 2003 wurde zum wissenschaftlichen Direktor der Sternwarte Leiden benannt und von 2007 bis 2017 war er Generaldirektor der Europäischen Südsternwarte.
Einige Auszeichnungen die Prof. de Zeeuw in dieser Zeit erhalten hat:
- Descartes-Huygens-Preis[4], 2001
- Ehrendoktorwürde der Universität Lyon, 2003
- Ein Asteroid wurde am 19. Februar 2006 nach ihm benannt: (10970) de Zeeuw
- Ehrendoktorwürde der University of Chicago, Juni 2007
- Orden vom Niederländischen Löwen, Klasse: Ritter, Mai 2018

Im Jahr 2010 dann erhielt er den Brouwer Award durch die Division on Dynamical Astronomy der American Astronomical Society.
Im Oktober 2022 wurde er von der Universität Leiden suspendiert und darf den Campus nicht betreten. Ihm wird Belästigung und sexuelle Belästigung von Mitarbeiterinnen vorgeworfen. Mit Stand zum 18. Oktober 2022 ist er zwar suspendiert erhält aber weiter Gehalt und ist weiterhin an der Universität angestellt, darf aber nicht mit Studierenden interagieren.

## Privatleben
Er ist mit der Astronomin Ewine van Dishoeck verheiratet.

## Galerie

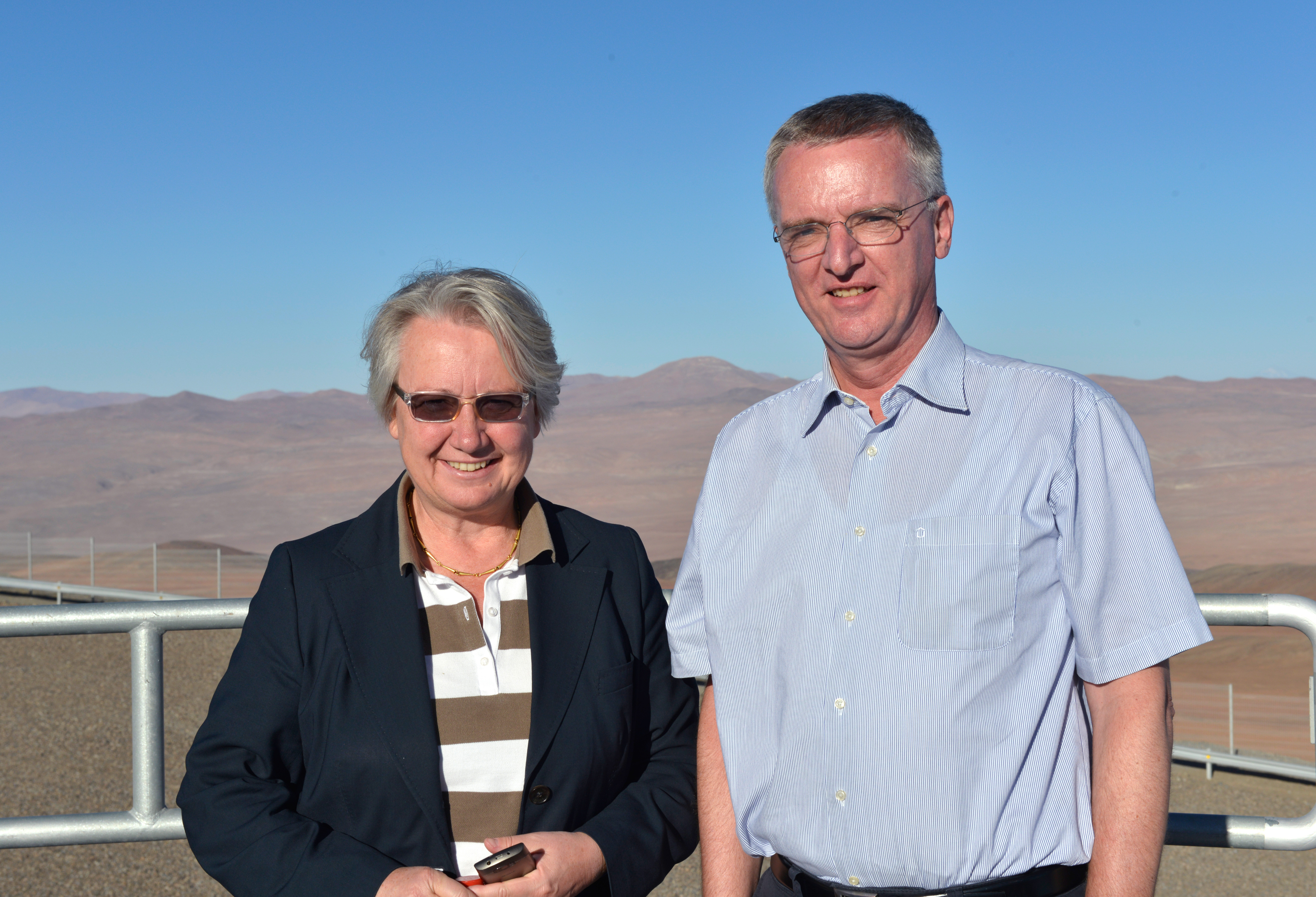
Annette Schavan und Generaldirektor Tim de Zeeuw auf der Plattform des Very Large Telescope während eines offiziellen Besuchs am 29.–30. September 2012.
- Rede anlässlich des 50-Jahr-Jubiläums der ESO durch Tim de Zeeuw.